# Јован Митрановић
Јован Митрановић српски народни учитељ и управник српских основних школа, како у родном мјесту, тако и у другим мјестима.

## Биографија
Родио се 1856. године у Пљевљима у сиромашној, али честитој породици. Основну школу завршио у родном мјесту са похвалним успјехом. По завршетку основне школе отпочиње свој учитељски рад у селу Сељанима, близу Пријепоља, 1871. године. Међутим не задржава се ту дуго, већ га српска општина у Пријепољу, као младог радника позива, гдје ради до 1879. године. Иако Митрановић није био стручно образован за учитељску службу, он је својим образовањем, према тадашњем времену важио за доброг учитеља. Жеља за науком и усавршавањем одводи га у Београд гдје уписује богословију, коју завржава међу бољим ученицима. Митрополит Михаило, видјевши у њему доброг и вриједног ученика, помаже му и обраћа посебну пажњу на њега. Такође, и општина Пљевља му пружа материјалну подршку, са жељом да по завршетку врати и предаје у Пљевљима.
Завршивши богословију 1883. године, Митрановић преко Сарајева доалзи у Пљевља гдје су га великодушно очекивали. На том путу је упознао угледног трговца из Градачца, који видјевши његову заинтересованост и љубав према учитељском послу, понуди учитељско мјесто у Градачцу за 800 форинти уз бесплатан стан и храну. међутим, он уз захвалност одбија ту понуду, те се даље упућује у родно мјесто.
Митарновић обавља учитељски посао у Пљевљима од 1883. до 1895. године. У току тих 12 година, који се показао као користан и плодан, што свједочи велики број образоване омладине. Познато је, да ширење корисних књига у народу најважније средство за просвјећивање народа. Тако је и Митрановић у току свог боравка, у Пљевљима, прије свега, све корисне књиге и часописе и достављао и дијелио широм мјеста. На тај начин је доприносио очувању и развоју језика и обичаја. Кроз овај рад, Митрановић, је упозноа са многим књижевницима: М.Б. Миличевићем, Љубом Ковачевићем, Савом Бјелановићем и другим, с којима је често размјењивао преписке о стању и животу српског народа.
Да би омладину што више удружио и упутио на прави пут, Митрановић је основао пјевачку дружину, која је показивала значајан успјех, гдје је он био хоровођа. Састанци су се одржавали обично недељом и празницима, гдје је, уз учење пјевања, била и предавања која су била на тему српске писмености и рачуну. Такође је омладинску књижару и читаоницу удружио са пјевачким друштвом. Због већег броја ученика појавила се потреба за већим бројем учитеља. Рјешење је налазио у слању одређеног броја ђака на да даље усавршавање ван граница родног мјеста.
Ишавши у Скопље, бивши скопски митрополит Методије, зауставио се у Пљевља, са понудом Митрановићу, да пређе у Скопље и поправи оскудно стање са бројем учитеља. Митрановић 1895. године напушта родно мјесто и прелази у Скопље, гдје долази на положај управника српских основних школа. Цијенећи његова рад, тадашњи скопски митрополит Фирмилијан, у периоду од 1898. до 1899. године, именује га за сталног надзорникаосновних школа у скопској епархији. На тој функцији био је годину дана, са циљем учвршћивања хармоније у раду српских учитеља.
од 1890. до 1900. године, због потреба и унапријеђења школства, Митрановић, прелази у Тетово, гдје праузима мјесто управника тадашњих школа и обавља све школске послове као и у Скопљу. Почетком септембра 1900. године премјештен је у Куманово, гдје је у друштву породице и пријатеља прославља 25 година учитељског рада. Честитке су дошле из разних крајева: Скопља, Пљеваља, Тетова, Солуна, Нове Вароши, Призрена, Пријепоља, Београда, Ниша, Сарајева, Новаг Сада, итд. Поред тога, честитке су се укључили и часописи, међу којима је и "Босанска Била".